# NGC 3485
NGC 3485 é uma galáxia espiral barrada (SBb) localizada na direcção da constelação de Leo. Possui uma declinação de +14° 50' 28" e uma ascensão recta de 11 horas, 00 minutos e 02,4 segundos.
A galáxia NGC 3485 foi descoberta em 8 de Abril de 1784 por William Herschel.